# MarineTraffic
MarineTraffic è un sito web greco, fornitore di analisi marittime e informazioni in tempo reale sui movimenti delle navi e l'attuale posizione dei bastimenti nei porti. Una banca dati di informazioni sulle unità che comprende le dimensioni, la stazza lorda e il numero dell'Organizzazione marittima internazionale (IMO). Gli utenti possono inviare fotografie delle navi che altri visitatori del sito possono valutare.
Il servizio base MarineTraffic può essere utilizzato gratuitamente; funzioni più avanzate come il tracciamento satellitare sono disponibili solo a pagamento.
Il sito ha sei milioni di visitatori unici su base mensile. Ad aprile 2015 il servizio contava 600 000 utenti registrati.

## Descrizione
I dati vengono raccolti da oltre 18 000 collaboratori volontari dotati di AIS (sistema di identificazione automatica) in oltre 140 paesi in tutto il mondo. Le informazioni fornite dalle apparecchiature AIS, come l'identificazione univoca, la posizione, la rotta e la velocità, vengono quindi trasferite ai principali server di MarineTraffic per essere visualizzate tramite il sito web in tempo reale. Il sito utilizza i dati di OpenStreetMap sulla sua mappa di base e la versione a pagamento consente agli utenti di visualizzare le posizioni delle navi sulle carte nautiche.

### Comunità
MarineTraffic dipende fortemente dalla sua comunità di radioamatori o operatori di stazioni AIS, dai suoi fotografi e traduttori.
A sostegno della comunità, MarineTraffic ha recentemente reso disponibile uno strumento di elaborazione AIS gratuito, sotto licenza Creative Commons.

## Storia
MarineTraffic è stato originariamente sviluppato come progetto accademico presso l'Università dell'Egeo a Ermopoli, in Grecia.
Alla fine del 2007, il professor Dimitris Lekkas lo pubblicò come versione di prova.

### Acquisizione
Nel febbraio 2023, la società di dati e analisi Kper ha annunciato l'acquisizione di MarineTraffic per una somma non rivelata.